# Balduí II de Flandes
Balduí II de Flandes, conegut també com a Balduí III el Calb (vers 863/867 - † 918) fou fill del comte Balduí I Braç de Ferro i de la princesa carolíngia Judit de França (vers 844 - † vers 870) i va succeir al seu pare com a comte de Flandes del 879 a 918.

## La seva vida
Era menor d'edat al seu adveniment, i va veure els seus dominis patir atacs sense precedent dels vikings: els homes del nord destruïren Thérouanne, destrossaren tot el país i saquejaren les abadies, sembrant mort i desolació al seu pas. Els normands van passar l'hivern del 880 a Gant. A la primavera del 881 Tournai fou saquejada; el 882 fou el torn de Cambrai i d'Arràs; el 883 van passar a Boulogne, Sithiu (Saint-Omer), Saint-Riquier, Furnes/Veurne, de nou a Thérouanne, i després van tornar a Gant. Després d'una ràtzia a Renània, saquejaren Arras i es van fortificar a Condé (885) i després a Courtrai (886). El cap viking Rol·ló va destrossar la regió de Saint-Bertin, però no es va poder apoderar de la ciutat on els habitants van resistir. Com a reacció, Balduí II va construir nombroses ciutadelles fortificades, les viles o burchen, confiats a castellans: així van sorgir els de Ypres, de Courtrai, de Bergues-Saint-Winoc, de Gant, de Bruges i de Saint-Omer. També va reforçar les muralles de les ciutats i va confiscant totes les terres que havien estat abandonades, amb el que va assolir controlar un territori molt superior al que havia heretat del seu pare. L'edificació de les viles o burschen va caracteritzar el regnat de Balduí II, i va marcar el començament de l'edat feudal a la regió. Tanmateix, com en la resta de la Nèustria, el problema viking no va trobar solució més que sota Carles el Simple que, pel tractat de Saint-Clair-sur-Epte va permetre a Rol·ló establir-se a la Normandia d'avui.
Després de la deposició de Carles III el Gras, i l'elecció al tron de França d'Eudes (888), el comte de Flandes, d'ascendència carolíngia (era anomenat Balduí el Calb no a causa d'una calvície, sinó en record del seu avi Carles II el Calb.) va sostenir la causa de Carles el Simple, mentre que el comte de vermandois Heribert II va trair la seva causa i va reconèixer Eudes com a sobirà. El germà de Balduí II, el comte de Cambrai Raül (o Rodolf), va penetrar llavors a Vermandois, es va apoderar de Péronne i de Saint-Quentin, però aquestes ciutats foren represes per Heribert, i Raül va morir en una emboscada el 17 de juny del 896. Balduí hauria encarregat llavors l'assassinat d'Heribert, que mentrestant, s'havia unit a la causa de Carles el Simple.
Malgrat una reconciliació passatgera (la filla d'Heribert, Alix o Adela de Vermandois, fou promesa amb el fill gran de Balduí, Arnold), les hostilitats es van reprendre, oposant-se el comte de Flandes aquesta vegada al rei Carles, que havia afavorit Heribert. Aquest va reconquerir Péronne que havia estat ocupat una altra vegada, i es va apoderar de Saint-Omer, del castell de St-Vaast, i de la seva abadia. El rei la va donar llavors en benefici a l'arquebisbe de Reims, Folc el Venerable, que la va bescanviar aviat pel monestir de Saint-Médard de Soissons, però aquesta donació no va impedir el rancor de Balduí, que això no obstant, aprofitant el conflicte es va fer amb els territoris de Ternois (Saint Pol) i Boulogne-sur-Mer.
Després de la mort de Raül abat de Saint-Bertin, Balduí va demanar la gestió temporal de l'abadia, però els monjos, tement les exaccions del comte, van apel·lar a Folc, qui fou finalment escollit abat, nomenament confirmat a la mort del rei Eudes per Carles el Simple. Malgrat la seva condemna al sínode de Soissons el 893, Balduí va reprendrà per força el castell i l'abadia d'Arras. El 884 es va casar amb una filla del rei anglès Alfred el Gran.
La reputació de cobdícia del comte es recolza certament en la seva ambició sobre aquestes abadies, que no va aconseguir obtenir. Se'l jutge igualment també com a cruel, la qual cosa sembla exacte, ja que Balduí no va vacil·lar a fer assassinar Folc el Venerable per Winemar, castellà de Lillers, el 17 de juny del 900. El successor designat de l'arquebisbe, Arveu, va fulminar llavors l'excomunió contra el mandatari del crim, però Carles el Simple, príncep feble, va haver de perdonar al seu massa poderós vassall.
Balduí va morir el 918, probablement el 10 de setembre. Enterrat a l'abadia de Saint-Bertin (com el seu pare), el seu cos fou transferit a l'abadia Sant Pere de Gant el 929. Els seus dos fills es van repartir les seves possessions.

## Ascendència
|  |                                                   |  |  |  |  |  |  |  |  |  |  |  |  |  |  |  |
|  | 2. Balduí I de Flandes                            |  |  |  |  |  |  |  |  |  |  |  |  |  |  |  |
|  |                                                   |  |  |  |  |  |  |  |  |  |  |  |  |  |  |  |
|  |                                                   |  |  |  |  |  |  |  |  |  |  |  |  |  |  |  |
|  | 1. Balduí II de Flandes                           |  |  |  |  |  |  |  |  |  |  |  |  |  |  |  |
|  |                                                   |  |  |  |  |  |  |  |  |  |  |  |  |  |  |  |
|  |                                                   |  |  |  |  |  |  |  |  |  |  |  |  |  |  |  |
|  | 24. Carlemamy                                     |  |  |  |  |  |  |  |  |  |  |  |  |  |  |  |
|  |                                                   |  |  |  |  |  |  |  |  |  |  |  |  |  |  |  |
|  |                                                   |  |  |  |  |  |  |  |  |  |  |  |  |  |  |  |
|  | 12. Lluís el Pietós                               |  |  |  |  |  |  |  |  |  |  |  |  |  |  |  |
|  |                                                   |  |  |  |  |  |  |  |  |  |  |  |  |  |  |  |
|  |                                                   |  |  |  |  |  |  |  |  |  |  |  |  |  |  |  |
|  | 25. Hildegarda de Vintzgau                        |  |  |  |  |  |  |  |  |  |  |  |  |  |  |  |
|  |                                                   |  |  |  |  |  |  |  |  |  |  |  |  |  |  |  |
|  |                                                   |  |  |  |  |  |  |  |  |  |  |  |  |  |  |  |
|  | 6. Carles II el Calb                              |  |  |  |  |  |  |  |  |  |  |  |  |  |  |  |
|  |                                                   |  |  |  |  |  |  |  |  |  |  |  |  |  |  |  |
|  |                                                   |  |  |  |  |  |  |  |  |  |  |  |  |  |  |  |
|  | 26. Welf I                                        |  |  |  |  |  |  |  |  |  |  |  |  |  |  |  |
|  |                                                   |  |  |  |  |  |  |  |  |  |  |  |  |  |  |  |
|  |                                                   |  |  |  |  |  |  |  |  |  |  |  |  |  |  |  |
|  | 13. Judit de Baviera                              |  |  |  |  |  |  |  |  |  |  |  |  |  |  |  |
|  |                                                   |  |  |  |  |  |  |  |  |  |  |  |  |  |  |  |
|  |                                                   |  |  |  |  |  |  |  |  |  |  |  |  |  |  |  |
|  | 27. Heilwiga de Saxònia                           |  |  |  |  |  |  |  |  |  |  |  |  |  |  |  |
|  |                                                   |  |  |  |  |  |  |  |  |  |  |  |  |  |  |  |
|  |                                                   |  |  |  |  |  |  |  |  |  |  |  |  |  |  |  |
|  | 3. Judit de França                                |  |  |  |  |  |  |  |  |  |  |  |  |  |  |  |
|  |                                                   |  |  |  |  |  |  |  |  |  |  |  |  |  |  |  |
|  |                                                   |  |  |  |  |  |  |  |  |  |  |  |  |  |  |  |
|  | 28. Adrià d'Orleans                               |  |  |  |  |  |  |  |  |  |  |  |  |  |  |  |
|  |                                                   |  |  |  |  |  |  |  |  |  |  |  |  |  |  |  |
|  |                                                   |  |  |  |  |  |  |  |  |  |  |  |  |  |  |  |
|  | 14. Eudes d'Orleans                               |  |  |  |  |  |  |  |  |  |  |  |  |  |  |  |
|  |                                                   |  |  |  |  |  |  |  |  |  |  |  |  |  |  |  |
|  |                                                   |  |  |  |  |  |  |  |  |  |  |  |  |  |  |  |
|  | 29. Waldrada                                      |  |  |  |  |  |  |  |  |  |  |  |  |  |  |  |
|  |                                                   |  |  |  |  |  |  |  |  |  |  |  |  |  |  |  |
|  |                                                   |  |  |  |  |  |  |  |  |  |  |  |  |  |  |  |
|  | 7. Ermentruda d'Orleans (filla d'Eudes d'Orleans) |  |  |  |  |  |  |  |  |  |  |  |  |  |  |  |
|  |                                                   |  |  |  |  |  |  |  |  |  |  |  |  |  |  |  |
|  |                                                   |  |  |  |  |  |  |  |  |  |  |  |  |  |  |  |
|  | 30. Leutard I de Paris                            |  |  |  |  |  |  |  |  |  |  |  |  |  |  |  |
|  |                                                   |  |  |  |  |  |  |  |  |  |  |  |  |  |  |  |
|  |                                                   |  |  |  |  |  |  |  |  |  |  |  |  |  |  |  |
|  | 15. Engeltruda de Fézensac                        |  |  |  |  |  |  |  |  |  |  |  |  |  |  |  |
|  |                                                   |  |  |  |  |  |  |  |  |  |  |  |  |  |  |  |
|  |                                                   |  |  |  |  |  |  |  |  |  |  |  |  |  |  |  |
|  | 31. Grimilda                                      |  |  |  |  |  |  |  |  |  |  |  |  |  |  |  |
|  |                                                   |  |  |  |  |  |  |  |  |  |  |  |  |  |  |  |
|  |                                                   |  |  |  |  |  |  |  |  |  |  |  |  |  |  |  |

## Descendència
De la seva esposa Elftruda de Wessex (Ælfthryth, filla del rei Alfred el Gran d'Angleterre, va tenir quatre fills:
- Arnold I de Flandes, comte de Flandes
- Adalolf, comte de Boulogne
- Ealswid
- Ermentruda